# Ла Форначе (Болоња)
Ла Форначе (итал. La Fornace) је насеље у Италији у округу Болоња, региону Емилија-Ромања.
Према процени из 2011. у насељу је живело 239 становника. Насеље се налази на надморској висини од 260 м.